# Лютеранська церква (Таганрог)
Лютеранська церква (рос. Лютеранская церковь) — культова споруда, яка була заснована в Таганрозі в 1864 році і проіснувала до 1923 року.

## Історія
Лютеранське товариство вирішило заснувати в Таганрозі церкву для власних потреб. У 1864 році для цього було придбано ділянку на розі Миколаївської вулиці і Кампенгаузенського провулка. Вартість ділянки і будівель на ній склала 4600 рублів. У той час, місцевість, що оточувала ділянку, не відрізнялася щільною забудовою. В сусідніх кварталах розташовувалося близько 2-3 будинків, поблизу були торгові ряди. Сама церква була оточена заростями бузку. Будівлю майстерні стали використовувати як Євангелічно-Протестантський молитовний будинок.
При відкритті церкви у Таганрозі проживало 84 людини протестантського віросповідання. З них — 53 чоловіки та 31 жінка. Це були службовці посольств, працівники заводів, ремісники і торговці. Церкву відвідували директори багатьох таганрозьких підприємств з дружинами і дітьми, зокрема засновник пивоварного заводу в Таганрозі Християн Фрідріхович Біллі з сім'єю, директор шкіряного заводу Еміль Фейт з дружиною Ольгою Тіссен.
Колишню майстерню поступово стали облаштовувати і пристосовувати для проведення богослужінь. Роботи для цього велися постійно. До 1887 року приміщення було сильно змінено. Змінився вигляд багатьох дворових будівель, а внутрішнє приміщення колишньої столярної майстерні облагородили: фасад будівлі тепер закривала чавунна решітка з воротами. З правого боку від церкви розташовувалася будівля церковно-приходської школи — її можна побачити і в XXI столітті. Металевий стовпчик від огорожі, виконаний в готичному стилі, був збережений — його можна побачити поблизу будівлі взуттєвої фабрики.
Багато змін з будівлею лютеранської церкви відбулося у 1879 році, коли став пастором пробст Микола Штраус. У цей час художник Шкитко написав і пожертвував для церкви ікону «Ходіння по водах». Микола Штраус продовжував служити у церкві і на початку XX століття. Він проводив служби не тільки для жителів Таганрога, але й для жителів найближчих селищ, оскільки таганрозька Лютеранська церква була єдиною в окрузі. У 1923 році церква перестала існувати.